# Villa Mozart
Villa Mozart är en återvändsgata i Quartier d'Auteuil i Paris sextonde arrondissement. Gatan är uppkallad efter tonsättaren Wolfgang Amadeus Mozart (1756–1791). Villa Mozart börjar vid Avenue Mozart 71.

## Omgivningar
- Notre-Dame-d'Auteuil
- Sainte-Bernadette
- Chapelle Sainte-Thérèse
- Square Mozart
- Rue Dangeau

## Bilder
| - Gatuskylt. - Notre-Dame-d'Auteuil. - Sainte-Bernadette. - Chapelle Sainte-Thérèse. |

## Kommunikationer
- Tunnelbana – linje  – Jasmin
- Tunnelbana – linje  – Ranelagh
- Busshållplats Rodin – Paris bussnät

### Webbkällor
- ”Villa Mozart”. Mairie de Paris. https://web.archive.org/web/20160303203315/http://www.v2asp.paris.fr/commun/v2asp/v2/nomenclature_voies/Voieactu/6568.nom.htm. Läst 2 januari 2024.
- ”Villa Mozart (16ème arrondissement)”. Les rues de Paris. https://web.archive.org/web/20160406123637/http://www.parisrues.com/rues16/paris-16-villa-mozart.html. Läst 2 januari 2024.